# Cruz de Caminos
Cruz de Caminos är en ort i Mexiko.   Den ligger i kommunen Zinapécuaro och delstaten Michoacán de Ocampo, i den södra delen av landet, 170 km väster om huvudstaden Mexico City. Cruz de Caminos ligger 2 471 meter över havet och antalet invånare är 105.
Terrängen runt Cruz de Caminos är huvudsakligen kuperad, men den allra närmaste omgivningen är platt. Runt Cruz de Caminos är det ganska tätbefolkat, med 93 invånare per kvadratkilometer. Närmaste större samhälle är Acámbaro, 17,1 km norr om Cruz de Caminos. I omgivningarna runt Cruz de Caminos växer huvudsakligen savannskog.